# Eteri Liparteliani
Eteri Liparteliani (georgisch ეთერ ლიპარტელიანი; * 23. September 1999 in Lentechi) ist eine georgische Judoka. Sie gewann 2022 und 2024 eine Bronzemedaille bei den Europameisterschaften. 2025 wurde sie Weltmeisterin.

## Sportliche Karriere
Eter Liparteliani kämpft im Leichtgewicht, der Gewichtsklasse bis 57 Kilogramm. 2016 gewann sie den Titel bei den Kadetteneuropameisterschaften. Zwei Jahre später wurde sie Zweite der Junioreneuropameisterschaften und Dritte der U23-Europameisterschaften. 2019 schied Liparteliani bei den im Rahmen der Europaspiele in Minsk ausgetragenen Europameisterschaften im Achtelfinale gegen die Russin Darja Meschezkaja aus. Im Herbst 2019 gewann Liparteliani zunächst bei den Junioreneuropameisterschaften, dann auch bei den Juniorenweltmeisterschaften und schließlich bei den U23-Europameisterschaften.
Nach der Zwangspause wegen der COVID-19-Pandemie erreichte Liparteliani bei den Europameisterschaften 2021 in Lissabon den fünften Platz. Wie bei den Europameisterschaften verlor Liparteliani auch bei den Olympischen Spielen in Tokio im Viertelfinale gegen die Französin Sarah Léonie Cysique. Nach einem Sieg in der Hoffnungsrunde über die Polin Julia Kowalczyk verlor die Georgierin den Kampf um Bronze gegen die Japanerin Tsukasa Yoshida.
Bei der Europameisterschaft im Mixed Team gewann die georgische Mannschaft im November 2021 den Titel gegen die niederländische Mannschaft, wobei Liparteliani ihre Kämpfe in den ersten drei Runden gewann, im Finale aber gegen Pleuni Cornelisse verlor. Im Februar 2022 unterlag sie im Finale beim Judo-Grand-Slam-Turnier in Tel Aviv gegen die Französin Priscilla Gneto. Zwei Monate später gewann sie im Viertelfinale der Europameisterschaften in Sofia gegen Gneto und verlor im Halbfinale gegen Cysique. Den Kampf um eine Bronzemedaille gewann Liparteliani gegen die Tschechin Věra Zemanová.
2023 erkämpfte sie bei den Weltmeisterschaften Bronze im Teamwettbewerb, bei der im Rahmen der Europaspiele 2023 ausgetragenen Team-Europameisterschaft siegte die georgische Mannschaft. Bei den Europameisterschaften 2024 in Zagreb unterlag sie im Halbfinale der Ukrainerin Darja Bilodid. Im Kampf um Bronze bezwang sie die Serbin Marica Perišić. Bei den Olympischen Spielen 2024 in Paris unterlag sie im Viertelfinale der Brasilianerin Rafaela Silva. In der Hoffnungsrunde erreichte sie den Kampf um Bronze und wurde letztlich Fünfte.
2025 erreichte Liparteliani bei den Europameisterschaften in Podgorica das Finale durch einen Halbfinalsieg über die Israelin Timna Nelson-Levy. Im Kampf um Gold unterlag die Georgierin der Deutschen Seija Ballhaus. Zwei Monate später bezwang Liparteliani im Halbfinale der Weltmeisterschaften in Budapest die für Turkmenistan antretende Maysa Pardayeva. Im Finale besiegte sie die Japanerin Momo Tamaoki.
Eteri Liparteliani ist die Nichte des Judoka Soso Liparteliani.